# 共同編碼理論
共同编码理论（英語：Common coding theory）是一种认知心理学理论，描述了知覺表徵（例如看到和听到的事物）和運動表徵（例如手部动作）是如何联系在一起的。該理論認為，知覺和運動都有一個共享的表徵（共同代码）。更重要的是，看到事件發生會激活與事件相關的動作，而执行動作會激活相關的知覺事件。 
直接联系知覺 - 動作的想法，起源于美国心理学家威廉·詹姆士以及更近期的美国神经生理学家和诺贝尔奖得主罗杰·斯佩里的工作。斯佩里认为，知覺 - 動作週期是神经系统的基本逻辑。知覺 - 動作过程在功能上是相互纏結的： 「知覺是動作的工具，而動作也是知覺的工具」。事实上，脊椎動物的大腦已經進化到可以控制運動行為，有著將感覺模式轉化為運動協調模式的基本功能。 

## 背景
经典的认知方法是一种「三明治」模型，它假設資訊处理分為三个阶段：「知覺」、「认知」和「動作」。在该模型中，知覺和動作並不會直接互相影響，而是需要认知处理来将知覺表徵转换为动作。例如，這可能需要创建任意链接（感知和運動代码之间的映射）。
與三明治模型不同，共同编码解釋认为，知覺和动作是由共同的计算代码直接链接而成。
这一理论由德国科学家沃夫岡·普林茨(Wolfgang Prinz)與马克斯·普朗克人类认知和脑科学研究所的同事们提出，他们主張知覺和動作之間是對等的。其核心假设是，動作是根据可感知的效应（也就是遠端的知覺事件）來進行編碼。该理论还指出，對於動作的知覺应该會激活動作表徵，使得所感知的程度和呈現的動作相似。这种主张表明我们以相称的方式進行观察、执行和想像，并对動作和知覺表徵的性質作出具体的预测。首先，观察和执行动作的表徵应该依赖于共享的神经基底。其次，共同的认知系统會根據先前的直接感知來預測動作的促進作用，反之亦然。第三，当动作和知覺试图同时觸接共享表徵时，該系統可以預測干擾帶來的影響。 

## 共同编码的证据
从2000年开始，越来越多的结果被解释为支持共同编码理论。 
例如，一项fMRI研究指出了大腦對於「運動的2/3冪定律」的響應（說明了運動曲率和速度之間的強耦合）比其他类型的运动更强大、更广泛。對這一規律的遵循，反映了在大腦中有一個很大的網絡區域被激活，而该網路區域會促進了動作產出、视觉运动处理和动作观察功能。这些结果支持了共同编码，以及支持運動知覺和運動產出有相似神經編碼的想法。 
一項在大脑中共同编码的直接证据來自於这样的事实：模式分類器可以根據大腦活動來區分某人是否執行了動作A或動作B，也可以對這個人是否聽到動作A或動作B的聲音進行分類，從而證明動作執行和動作感知是使用共同代碼呈現的。EEG研究證據进一步支持這個理论，研究认知任务中知覺和動作的生理基质。透過独立成分分析（ICA）隔離皮质活动，一致地揭示了與處理感官刺激有關的成分，並同時產出適當的運動反應。这为共同代码涉及知覺- 动作迴路中提供了证据。
最近，共同编码理论引起了研究人员对发展心理学，认知神经科学、机器人学、和社会心理学的兴趣。

## 相称的表徵
在單獨的編碼之上，共同编码假定还有其他表徵域，使传入和传出資訊共享相同的表徵格式和维度。共同编码是指「晚期」传入表徵（环境事件）和「早期」传出表徵（预期事件）。因为这些表徵都顯示出遠端参考，因此是相称的。 这些表徵允許在知覺和動作之間創建不依賴於任意映射的連接。我們會從給定的當前事件以及預期的未來事件，來決定進行什麼樣的操作（事件代码和动作代码之间的匹配），而共同编码會藉由這些操作来构思動作计划。特别地，知覺和动作可以透過相似性彼此调制。與基於規則的不相稱代碼不同，不相稱代碼的映射需要事先獲取映射規則，而基於相似度的相稱代碼匹配則不需要事先獲取規則。   

## 意念動作性原则
根据威廉·詹姆士 （1890）和鲁道夫·赫尔曼·陆宰 （1852）的意念動作理论，共同编码理论假定，動作是由知覺結果來表示的，以跟其他事件一樣的方式來表示，唯一的特色是動作是（或可以是）透過身体动作产生。可感知的動作結果可能在两个主要維度上有所不同："常駐的影响"和"疏远的影响"，以及「冷卻的结果」和「熱烈的结果」（即与動作结果相关的奖励值）。

當個體執行動作時，他們知道這些動作會導致什麼結果(意念動作學習)。意念動作理論主張，這些关联也可以用於倒序(cf. William James, 1890 II, p. 526)：「當個體感知到所知的事件(來自過去的學習)可能來自某些運動，對這些事件的知覺，可能引起產出這些事件的運動(意念動作的控制)。」學習及控制的區別等同於在動作學習及動作控制中，正逆向計算的區別。鑒於當前動作結果, 意念動作學習會預測和期待動作結果；鑒於預期的動作結果，意念動作控制會選擇和控制動作。

## 相关方法
虽然大多数传统方法倾向于强调知覺和動作的相对独立性，但一些理论认为需要更紧密的联系。言语知觉的运动理论及動作知覺已经为動作會对知覺贡献提供了依據。生态学方法也主張在知覺和動作之间存在着非表徵性的联系。在今日，共同编码理论与两个相互交叉领域的研究和理论密切相关：「镜像神经元系统」及「體化認知」。就镜像系统而言，共同编码似乎反映了镜像神经元的功能逻辑和大脑机制。 就體化認知而言，共同编码与「意义是被体现的」主张一致，也就是意义是以知覺和動作为基础。